# Maria Pavlova (paléontologue)
Maria Vasilyevna Pavlova, Maria Vasilievna Pavlova
Maria Vassilievna  Pavlova ((née Gortynskaïa (Гортынская) ; 26 juin 1854 Kozelets - 23 décembre 1938  Moscou) est une paléontologue et académicienne pendant l'Empire russe et l'ère soviétique. Elle est connue pour ses recherches sur les fossiles et la dénomination des mammifères ongulés de l'ère tertiaire. Elle est professeur à l'Université d'État de Moscou. Elle a également fait de grands efforts pour établir le Musée de paléontologie à l'université.

## Jeunesse
Maria Vassilievna  Gortynskaïa est née à Kozelets, en Ukraine, en 1854. Elle est scolarisée à la maison jusqu'à l'âge de onze ans en 1865. Elle fait ses études secondaires à l'Institut des jeunes filles nobles de Kiev, qu'elle termine en 1870 à l'âge de seize ans. Elle épouse Illich-Shishatsky, décédé peu de temps après leur mariage.
En 1880, elle s'installe à Paris pour étudier. Elle étudie plusieurs matières d'histoire naturelle et poursuit des recherches au Muséum national d'histoire naturelle de Paris, sous la direction du professeur Albert Gaudry. Elle étudie également à l'Université de Paris.
Après avoir obtenu son diplôme de la Sorbonne en 1884, elle s'installe à Moscou et épouse le géologue et paléontologue Alexei Petrovich Pavlov, qu'elle a rencontré à Paris,,,. Il est géologue, paléontologue, académicien et professeur à l'Université de Moscou et à l'Académie impériale des sciences de Saint-Pétersbourg. Il est connu pour ses importantes contributions au domaine de la stratigraphie.

## Carrière
Initialement, Pavlova étudie les collections géologiques du musée de l'Université d'État de Moscou, travaillant sans rémunération. Elle passe de la soumission d'articles sur les ammonites du Crétacé inférieur de la région de la Volga à la poursuite de recherches sur les mammifères du Tertiaire. Elle étudie leur évolution, en utilisant des données recueillies en Russie, en Europe occidentale et en Amérique. Elle étudie les mammifères ongulés et les proboscidiens. En 1894, elle travaille sur les mastodontes russes.
En 1897, Pavlova est l'une des deux seules femmes invitées à rejoindre le comité d'organisation et à faire des présentations lors du premier Congrès géologique international (CIG) qui se tient à Saint-Pétersbourg. Elle publie Fossil Elephants en 1899. Elle continue à décrire des groupes séparés de mammifères fossiles et à décrire des faunes complètes. Par exemple, une espèce qu'elle a nommée, P. transouralicum, étant l'espèce la plus connue du genre, est la base sur laquelle la plupart des reconstructions du genre Paraceratherium sont faites.
Pavlova est nommée professeur à l'Université d'État de Moscou en 1919.
Son travail approfondi de description et de traçage des lignées génétiques de nombreux grands mammifères découle de l'étude de collections qui seraient incluses dans un musée paléontologique de l'Université d'État de Moscou qu'elle contribue à fonder. En 1926, le musée est nommé conjointement pour elle et son mari, en reconnaissance de leurs recherches. Il meurt en 1929.
Elle part pour sa dernière expédition géologique en 1931, dans la ville de Khvalynsk, située en Russie près de la Volga.
À l'âge de 84 ans, Maria Vasilievna Pavlova est décédée le 23 décembre 1938  à Moscou. Elle est enterrée au cimetière de Novodievitchi.